# Музеј науке и технике Београд
Музеј науке и технике Београд је основан 6. октобра 1989. године. Од 2005. године се налази у згради старе термоелектране на Дорћолу, у улици Скендер-беговој број 51.

## Историјат
На иницијативу академика Александра Деспића, Српске академије наука и уметности и уз подршку дванаест привредних организација, основан је Музеј науке и технике.
На иницијативу Музеја науке и технике, године 1991, основана је Заједница научно-техничких музеја Србије, као један од неопходних корака на послу заштите техничких културних добара.

### Чланови заједнице
- Музеј Аутомобила Београд
- Музеј ваздухопловства Београд
- Музеј индустрије Гоша Смедеревска Паланка
- Збирка старих психолошких инструмената Београд
- Музеј рударства и металургије Бор
- Збирка великана српске хемије Београд
- Југословенска кинотека Београд
- Музеј Војводине – Музејски комплекс Кулпин
- Медиа центар-Железнички музеј Београд
- Музеј Николе Тесле Београд
- ПТТ музеј ПТТ-а Београд
- Музеј рударства и угљарства Сењски рудник
- Музеј Стара ливница Фабрика оружја "Застава" Крагујевац
- РТС - Збирка техничких уређаја Редакција за историографију Београд
- Институт Гоша Београд
- Музеј науке и технике Београд

Од 1995. године Музеј је и званично надлежна установа која води бригу о техничким културним добрима на територији Републике Србије. 
Од отварања Галерије науке и технике САНУ, 1997. године, Музеј науке и технике учествује у програмима Галерије. У јулу 2003. године, Музеј науке и технике сврстан је у установе које обављају посао од општег интереса за Републику Србију.
Крајем 2005. године, Музеју науке и технике, одлуком Владе Републике Србије, додељена је зграда прве јавне термоцентрале на Дорћолу. Решавањем питања смештаја, уследила је и неминовност реконструкције овог објекта у циљу стварања могућности за потпуно и савремено функционисање Музеја. Аутор пројеката реконструкције и доградње Музеја је арх. Борис Подрека. Пројекат идејног архитектонско урбанистичког решења Музеја науке и технике представио је сам аутор, 15. маја 2007. године у Свечаној сали Старог двора. До сада је за јавност отворено преко 3000 м2 простора сталних поставки на три локације.

## Циљ оснивања
Циљ Музеја је заштита научно-техничке баштине на територији Србије. Осим прикупљања, истраживања и заштите техничких културних добара, задатак Музеја је и њихово представљање јавности у циљу подизања научно-техничке културе, као и популаризација науке и савремених научних достигнућа.
За разлику од осталих републичких и матичних музеја у Србији, Музеј науке и технике у Београду при оснивању није добио иницијалну збирку око које би се формирао фонд. Другим речима, фонд Музеја су прикупили сами кустоси, најчешће путем поклона. Прикупљање предмета је почело оснивањем Музеја, од инвентарског броја 1. Кустоси су током година истражили: лабораторије универзитета Србије, приватне колекције, фабрике и анимирали јавност преко медија, а личним контактима мотивисали власнике да даривају поклоне Музеју. Списак дародаваца се чува у музеју и ажуриран је по годинама од оснивања до данас. У целој акцији формирања фонда до данас, а и убудуће, битну улогу има лична мотивација запослених која је била и остаје главни инструмент спровођења развојне политике Музеја.
Од свог оснивања кустоси Музеја науке и технике прикупили су преко 7 000 предмета, који су класификовани у музејске збирке.
Музеј науке и технике је и један од оснивача Уније средњоевропских техничких музеја (MUT) и стални члан ICOM комитета за техничке музеје (CIMUSET). Био је два пута домаћин годишње MUT конференције (2005, 2012) а 2009. и CIMUSET-а.
Музеј је иницијатор значајних пројеката од којих издвајамо иницијативу за оснивање Музеја речног бродарства и отварање Научног центра.

## Програми
Програмске активности Музеја реализују се кроз монографске и тематске изложбе, циклусе предавања из разних области науке и технике, промоције књига и часописа, концерте, приређивање округлих столова и пројекције научно-популарних филмова.

## Стална поставка Други круг
Застој у реализацији Пројекта реконструкције и доградње Музеја науке и технике, који је један од пројеката Министарства културе у НИП-у, проузроковао је промену стратегије Министарства културе и Музеја у циљу оспособљавања постојећег простора и прилагођавања програма ради отварања Музеја за јавност, а све у складу са наведеним Пројектом реконструкције и доградње Музеја науке и технике, аутора архитекте Бориса Подреке. Одлучили смо да једним активним приступом дођемо то реализације Пројекта, односно, програмима који су прилагођени
тренутним околностима да обезбедимо подршку Пројекту реконструкције Музеја од стране шире јавности, стручне јавности и надлежних државних институција.
Први корак у том смислу је учињен 28. августа 2009. године, када је Музеј први пут отворио врата своје зграде за публику, поставком изложбе под називом Научно-техничка културна баштина Србије – која је представљена кроз учешће музеја и збирки Заједнице научно-техничких музеја Србије (19 учесника), а ради промоције и популаризације ове врсте баштине у јавности.
Изложба под називом 2. КРУГ – представља други корак на путу ка реализацији будуће сталне поставке у новом простору.
Изложба је избор/извод из концепта сталне поставке који су урадили кустоси Музеја у оквиру Пројекта реконструкције и доградње Музеја науке и технике и у том смислу представља потенцијал Музеја у припреми будуће сталне поставке, а на основу свог фонда прикупљаног током двадесет година.
Изложба 2. КРУГ је постављена на 1.600 m² :
Први спрат Музеја где је представљено преко 400 предмета из 25 збирки, у четири целине:
- точак-машина-мотор
- комуникација
- човек и техника
- мера и број

Поставка је обогаћена документима, фотографијама, аудио и видео материјалом из музејског фонда.

## Дечји музеј
Поставка Дечјег музеја – Музеја науке и технике је реализована у новоопремљеном простору у приземљу Музеја на 350 m² и обухвата две целине на основу два концепта - дечјег музеја и музеја играчака. Начин презентације и простор су прилагођени деци.
У првој целини представљен је део фонда Музеја из Збирке играчака, осим поставке која је прилагођена деци висином постамената и доступношћу предмета, цео простор је намењен деци разних узраста. Представљено је преко 150 експоната/играчака из периода од 1920 – 1970. године: лутке, аутомобили, плишане меде, металне механичке играчке на навијање, дрвене играчке, музичке кутије, модел парне машине, модел железничке станице и др.
Другу целину чини интерактивни део поставке кроз примену нове технологије под називом Проширена стварност(Augmented reality) - која информације из стварног света комбинује са рачунарски генерисаним сликама и садржајем и тако обједињене их приказује на екрану рачунара или мобилног телефона. Тиме се корисниково виђење света проширује додатним информацијама.

## Одељење Музеј Српског лекарског друштва
Музеј српске медицине Српског лекарског друштва основан је 1955. године, иницијативом проф. др Владимира Станојевића, председника Секције за историју медицине и фармације. Његовим оснивањем настављена је традиција прикупљања и чувања медицинских предмета у Српском лекарском друштву која датира од 1872. године.
Од 2007. године Музеј српског лекарског друштва је у саставу Музеја науке и технике.
Изложба Медицина у Србији кроз векове обухвата временски период од касног палеолита до данашњих дана. Предметима из збирки Палеопатологије и Римских медицинских инструментима који сведоче о постојању болести и начинима лечења, представљени су периоди на овом простору пре насељавања Срба. Најстарији експонат на изложби је лакатна кост Кромањонца са леченим преломом, чију је старост одредио проф. др Србољуб Живановић радиокарбонском методом датирања (7.000 година). 
Представљени су високи домети средњовековне српске медицине чији је зачетник Свети Сава али и народни начини лечења. 
Документима, фотографијама, медицинским инструментима, апаратима и прибором, приказан је развојни пут здравства и медицине у обновљеној Србији који обухвата формирање лекарског кадра и долазак у Србију првих наших доктора медицине, као и оснивање првих здравствених установа – болница, карантина, апотека...
Наглашен је значај Српског лекарског друштва које је основано 1872. године иницијативом др Владана Ђорђевића. Друштво је до оснивања првог Медицинског факултета било једино место стручног усавршавања лекара у Србији и његов рад је представљен првим медицинским публикацијама, фотографијама, докторским дипломама и личним предметима чланова. 
Изложбом су обухваћена велика медицинска открића 19. века – анестезија, антисепса и асепса, Х – зраци и њихово увођење у медицинску праксу код нас. О здравственом просвећивању и развоју установа превентивне медицине, оснивању београдског Медицинског факултета и Министарства здравља, који су обележили прве деценије 20. века, сведоче публикације, документа, скрипта са предавањима, медицински уређаји и апарати лекара и првих професора Факултета – Милана Јовановића Батута, Ника Миљанића, Александра Костића,Ђорђа Нешића... 
Своје место на изложби нашли су инструменти и апарати који се данас не користе, као што су бризгалица за директну трансфузију крви, апарат за вештачки пнеумоторакс, инструменти за ембриотомију, али и оригинални инструменти израђени по идејама наших лекара. Посебно је важан инструмент за ембриотрансфер - аспиратор бластоцисте, патент др Петра Радовића, који је први у свету дошао на идеју трансплантације људског ембриона.
У оквиру посебне целине приказан је развој војносанитетске службе и њен рад током ратова у 19. и 20. веку.

### Медицина у Србији кроз векове
- Униформа медицинске сестре из Првог светског рата
- Сушење лековитог биља

## Научни центар
Научни центар Музеја науке и технике, отворен 4. октобра 2013. године, је прва стална поставка научног центра у Србији и региону.
Циљ концепта Научног центра Музеја је да прикаже науку као целовит систем знања независтан од формалне поделе на научне дисциплине и школске предмете. Концепт полази од посетиоца као централног експоната и говори о науци кроз објекте из његовог свакодневног окружења. Научни центар промовише учење кроз откривање, учествовање, експериментисање и непосредан контакт са научним проблемима. Научни центар Музеја смештен је у приземљу зграде Музеја на 520 m². У оквиру сталне поставке Научног центра Музеја приказано је 20 експоната. Експонати су креирани да приближе појаве и феномене из астрономије, математике, физике, биологије, психологије и логике, да на забаван начин и кроз игру подстичу на размишљање и развијају машту.

## Издавачка делатност
Издавачка делатност Музеја науке и технике представља публикацију резултата документационог, стручно-научног, конзерваторско рестаураторског и програмског рада. Њени основни производи су стручно-научне и стручно-информативне публикације и часописи.

### Флогистон
Главна публикација стручно-научног профила коју Музеј издаје је Флогистон, часопис за историју науке, који је почео да излази 1995. године, као први часопис овог профила на Балкану. Од 2005. године овај часопис, измењеног логоа и савремено дизајниран, излази под именом Phlogiston. У Phlogiston-у научне радове и стручне чланке објављују реномирани истраживачи из области филозофије и историје науке, технике, технологије и индустрије.